# Distrito de Santiago de Pupuja
Santiago de Pupuja es un distrito de la provincia de Azángaro en el departamento peruano de Puno, bajo la administración del Gobierno regional de Puno. En el año 2007 tenía una población de 5792 habitantes y una densidad poblacional de 19,2 personas por km². Abarca un área total de 301,27 km².
Desde el punto de vista jerárquico de la Iglesia católica forma parte de la diócesis de Puno, sufragánea de la arquidiócesis de Arequipa.

## Historia
El distrito fue creado mediante Decreto Supremo del 2 de mayo de 1854.

## Geografía
Santiago de Pupuja se encuentra ubicado en las coordenadas 15°3′20″S 70°16′41″O / -15.05556, -70.27806. Según el INEI, Santiago de Pupuja tiene una superficie total de 301,27 km². Este distrito se encuentra situado en el oeste de la provincia de Azángaro, en la zona norte del departamento de Puno y en la parte sur del territorio peruano. Su capital se halla a una altitud de 3926 m s. n. m..
| Noroeste: distrito de José Domingo Choquehuanca | Norte: distrito de Azángaro | Noreste: distrito de San Juan de Salinas |
| Oeste: distrito de Pucará                       |                             | Este: distrito de Arapa                  |
| Suroeste distrito de Pucará                     | Sur: distrito de Nicasio    | Sureste: distrito de Achaya              |

## Demografía
Según el censo peruano de 2007, había 5792 personas residiendo en Santiago de Pupuja. La densidad de población era 19,2 hab./km².

## Autoridades

### Municipales
- 2019 - 2022[3]
  - Alcalde: Antonio Tite Huarsaya, de Poder Andino.
  - Regidores:

  1. Elmer Chambi Velásquez (Poder Andino)
  2. Juan Mamani Arapa (Poder Andino)
  3. Helmer Yudan Parqui Ramos (Poder Andino)
  4. Natalia Huarsaya Cahuina (Poder Andino)
  5. Froilán Goyzueta Zapana (Acción Popular)

### Policiales
- Comisario:  PNP

## Atractivos turísticos
- Templo de Santiago de Pupuja

El templo de Santiago de Pupuja es una de las obras titánicas de mayor valor histórico y patrimonio arqueológico aparte de ser un monumento religioso, su estructura a base de piedra tallada de tono rosa al estilo barroco, su construcción se dio con fines de persignación y su nombre en honor a apóstol San Santiago de Compostela España. Se concluyó la construcción en los años 1767, la fachada es todo un arte de estilo barroco mestizo en el que destacan 8 pilares grandes y 4 pequeños, todo adorno a base de flores y hojas labradas en alto relieve, está compuesto de dos hornacinas centrales y seis laterales.
En su interior se puede ver bellísimos altares tallos en madera y empastados en pan de oro, en la parte superior del altar se encuentra la imagen de cristo crucificado llamado el señor de la paz también en el altar se encuentra el milagroso señor de exaltación y como el Patrón San Santiago. En sus paredes encontramos varios lienzos pintados de la época colonial, se cree q en su subsuelo existe corredores subterráneos porque se han encontrados vestigios que levantan sospechas, necesariamente se necesita una investigación exclusiva de tipo arqueológico previa autorización e intervención profesional. Este templo guarda aún muchas transcripciones y misterios de la época colonial.
Su construcción es histórica por el sacrificio que pasaron los constructores en su transporte de piedras de las canteras de aputela. La decoración final del templo de la parte interna fue por dirección de Jesuitas y dominicos de 1 770.
- El Torito de Pupuja

Para Santiago de Pupuja es un patrimonio cultural de tipo artístico el torito de Pupuja y mal denominado “Torito de Pucara”, es una figura cultural religiosa creado en la época de la colonia por artesanos y alfareros de la comunidad Pupuja, Este es uno d las bellezas artísticas en cerámica muy conocido a nivel mundial y famoso por su distintivo forma y esbeltaz.
El torito que a su vez es un cántaro, antiguamente sirvió también de recipiente para las bebidas mezclada de sangre del ganado, era bebido por los oficiantes de una singular ceremonia que buscaba la protección del ganado. Cabe precisar que para la realización de esta figura aún se mantienen las originales técnicas de fabricación y sus colores típicos; así como el acabado final en sus tradicionales “hornos de tierra”.
Este símbolo de barro atribuye al poder de protección, cuando es colocada en los techos de las viviendas que a su vez trae buena suerte. Su origen remonta incluso a la época preincaica e incaica puesto que los antecesores del torito de “Pucara” serían las Conopas.
En Santiago de Pupuja existe aún uno de los maestros ceramistas que mantienen la tradicional forma de elaboración del Toro de Pupuja, el Ceramista Genuino Simón Roque Roque, el Instituto Nacional de Cultura en marzo del 2009 previo un estudio hace el reconocimiento como Persona Meritoria de la Cultura Peruana, con la siguiente mención “En mérito a su calidad artística como maestro en alfarería y por su destacada labor para la salvaguarda de las técnicas tradicionales de cerámica vidriada de las comunidades de Pupuja de Puno” Firmado por Cecilia Bakula Budge en su Calidad de Directora Nacional del INC. Este es un reconocimiento que da lugar al valor cultural de este distrito, Santiago de Pupuja necesita conocer, valorar y promocionar su riqueza cultural. En cerámica utilitaria aún podemos encontrar como valor patrimonial otros como: inca limita, Cabellos de Santiago, Conopas, entre otros.